# Russische militaire begraafplaats Mahlow
De Russische militaire begraafplaats Mahlow in de gemeente Blankenfelde-Mahlow is een militaire begraafplaats in Brandenburg, Duitsland. Op de begraafplaats liggen omgekomen Russische militairen uit de Tweede Wereldoorlog.

## Begraafplaats
Vrijwel alle militairen kwamen aan het einde van de oorlog om het leven. Op de begraafplaats bevindt zich aan het einde van het pad een groot monument, dat herinnert aan de slachtoffers. Er liggen 192 omgekomen militairen.